# Harris (Lewis and Harris)
Harris, auch Isle of Harris (schottisch-gälisch: Eilean na Hearadh [ˈɛlən nə ˈhɛɾəɣ] oder Na Hearadhⓘ), ist die Südregion der Insel Lewis and Harris in den Äußeren Hebriden. Harris wird seinerseits durch die Landenge von Tarbert in einen nördlichen und südlichen Teil unterteilt.

## Landschaft

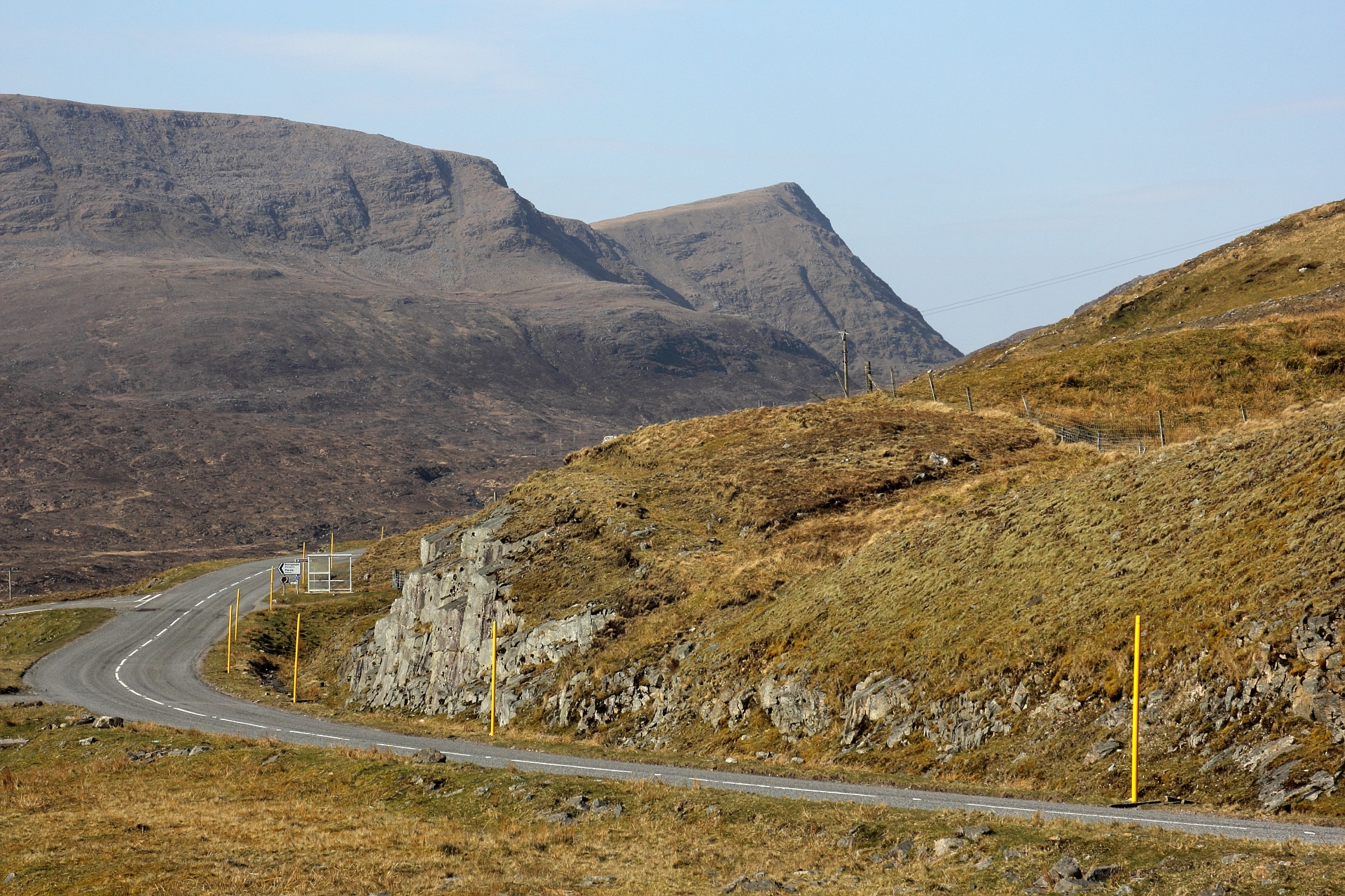
Gebirgslandschaft nördlich von Tarbert

Harris ist keine Insel, sondern der südliche Teil der Lewis-and-Harris-Insel, die ihrer unwegsamen, trennenden Gebirgslandschaft wegen von den Bewohnern mit zwei unterschiedlichen Namen bedacht wurde. Die meisten Einwohner leben in Lewis, der nördlichen Inselregion.
Harris ist dünn besiedelt, der Hauptort Tarbert (gälisch: An Tairbeart) liegt an einer Landenge, an der die Insel in Ost-West-Richtung nur etwa einen Kilometer durchmisst. Daneben gibt es nur wenige Ortschaften und Häuseransammlungen entlang der Küste.
Harris zeigt von allen Regionen der Inseln der Äußeren Hebriden die gebirgigste Landschaft. Der Teil nördlich der Landenge von Tarbert ist gebirgig und beherbergt den höchsten Berg der Inselgruppe, den 799 Meter hohen Clisham, und den größten Fjord (= Loch), den etwa 25 Kilometer langen und von steilen Bergen eingefassten Loch Seaforth. Die ebenfalls bewohnte kleine Insel Scalpay ist vom südlichsten Punkt dieses Inselteils über eine Autobrücke erreichbar.

### South Harris

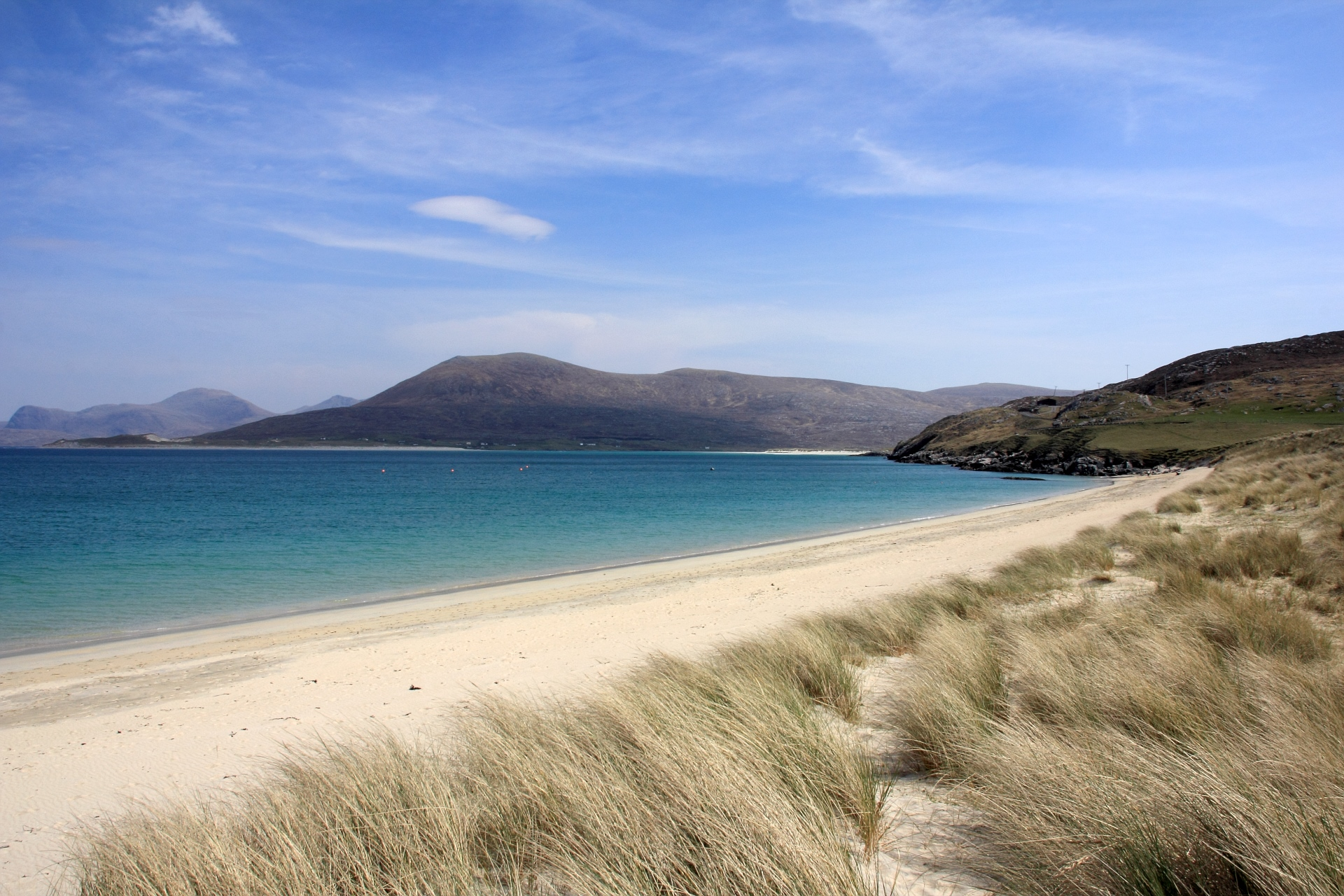
Traigh Niosaboist an der Westküste

Der Teil von Harris südlich der Landenge zeigt sehr unterschiedliche Seiten. An  ihrer Westküste finden sich einige der schönsten azurfarbenen Strände Schottlands, darunter Seilebost Beach, und fruchtbares Hügel- und Küstenland, das so genannte Machair. Die Ostküste ist eine schroffe, von den Eiszeiten geprägte Fels- und Moorlandschaft. An der Südküste liegt am Ende eines weiten Moortales der Ort Leverburgh (gälisch: An t-Ob), von dem aus eine Fährverbindung zu den südlichen Nachbarinseln besteht.

## Bevölkerung
Die Bevölkerung ist überwiegend protestantisch und lebt heute zum Teil von der Landwirtschaft, insbesondere der Fisch- und Krabbenzucht in den Fjorden, Fisch-/Schalentierfang sowie vom Tourismus und der Wollwirtschaft. Bei letzteren spielt vor allem das Erzeugen und Vermarkten des Harris-Tweed eine große Rolle. Neben Englisch sprechen viele Einwohner schottisch-gälisch.

## Sehenswürdigkeiten
An kulturellen Sehenswürdigkeiten bietet Harris, neben den Tweedwerkstätten, die an der Südspitze von Harris gelegene restaurierte Kirche von Rodel (gälisch: Roghadal) aus dem 15. Jahrhundert. Die verhältnismäßig dichte Besiedlung der unwirtlichen Ostküste ist eine Folge gezielter Vertreibungen – den so genannten Clearances – der unteren Bevölkerungsschichten von der Westküste durch Großgrundbesitzer im 19. Jahrhundert.

## Verkehr
Harris kann nur indirekt und über folgende Verbindungen erreicht werden:
- Stornoway auf Lewis verfügt über einen Flughafen, der national angebunden ist, und eine direkte Fährverbindung zum schottischen Festland von Ullapool aus. Von Stornoway aus gibt es Buslinien nach Harris.
- Weitere Fähren verbinden Harris mit den benachbarten Inseln und ermöglichen so eine Anreise, z. B. mit der Bahn nach Kyle of Lochalsh, Bustransfer über Skye nach Uig, dort auf die Fähre nach Tarbert.  Alternativ kann man vom Uist-Archipel aus mit der Fähre von Berneray nach Leverburgh fahren.

Die nördlichen Inseln sind stark protestantisch geprägt. Sonntags haben nicht nur Geschäfte, Restaurants und Pubs geschlossen, es fahren auch keine Busse und wenig Fähren.